# Eyeries Island
Eyeries Island (en irlandais : Aonrais) est une île située dans le comté de Cork, en Irlande. 

## Description
Il s'agit d'une petite île inhabitée située à environ deux kilomètres au nord-ouest du village d'Eyeries.